# 루케세 1905
루케세 1905(Lucchese 1905 S.r.l.)는 이탈리아 루카를 연고로 하는 축구 클럽이다.
이 팀은 1905년에 창단되으며, 1952년까지 세리에 A에 참가하였다.
현재 세리에 C에서 활약하고 있다.

## 선수 명단

### 현역
참고: FIFA 자격 규정에 따라 소속된 국가대표팀 국기를 표시합니다. 선수는 복수의 FIFA 비회원국 국적을 가지고 있을 수 있습니다.
| 번호 | 포지션 | 국적   | 이름            |
| ---- | ------ | ------ | --------------- |
| 11   | FW     | 세네갈 | 바바카 은디아예 |
| 27   | MF     |        | 로베르트 구처   |

| 번호 | 포지션 | 국적   | 이름            |
| ---- | ------ | ------ | --------------- |
| -    | FW     |        | 세쿠 디아와라   |
| -    | FW     |        | 헨리 살로마     |
| -    | FW     | 감비아 | 이스마일라 바제 |

## 역대 감독
| 감독          | 임기        |
| ------------- | ----------- |
| 샤로시 죄르지 | 1950 ~ 1951 |
| 마르첼로 리피 | 1991 ~ 1992 |